# Radio 7
Radio 7 – regionalna rozgłośnia radiowa, kierująca program do mieszkańców północnego Mazowsza i Działdowszczyzny. Nadaje z Mławy na częstotliwości 90,8 MHz. Dodatkowe stacje nadawcze znajdują się w Żurominie (88,0 MHz) i Ciechanowie (100,5 MHz) i Sierpcu (107,9 MHz).
Rozgłośnię prowadzi Fundacja Ananke ustanowiona przez Piotra Plocha. Kontrolowana przez Fundację spółka – Media 7 Sp. z o.o – odpowiada za produkcję programu i sprzedaż czasu reklamowego.
Radio oficjalnie rozpoczęło działalność 17 września 2012 roku (wcześniej, 26 sierpnia 2012, uruchomiono emisję testową).

## Program
Na antenie Radia 7 usłyszeć można m.in. cogodzinne wiadomości z kraju i ze świata, informacje regionalne oraz lokalną publicystykę. Ofertę uzupełniają programy sportowe, poradnikowe, edukacyjne oraz literackie (powieści w odcinkach). Nadawane są również audycje muzyczno-rozrywkowe z udziałem słuchaczy (m.in. pozdrowieniami, życzeniami oraz konkursami).
Na format muzyczny radia składają się głównie przeboje lat 80. i 90. – przede wszystkim muzyka pop, dance, euro disco i italo disco.

## Główne audycje
- Radio 7 budzi ludzi – Piotr Ploch
- Gość Radia 7 – Urszula Adamczyk, Adam Ejnik
- Kultura fizyczna – Jarosław Wydra
- Wieczorynka Radia 7 – Piotr Ploch
- Niedzielna biesiada – Piotr Ploch, Marcin Małecki

## Zasięg
Radio 7 kieruje swój program głównie do mieszkańców Mławy, Żuromina, Działdowa, Ciechanowa, Sierpca oraz przyległych miejscowości (jak Lidzbark, Bieżuń czy Glinojeck). Rozgłośnia słyszalna jest również w Dobrzyniu nad Wisłą, Górznie, Lipnie, Nasielsku, Nidzicy, Przasnyszu, Płocku, Płońsku, Raciążu czy Rypinie
Program rozpowszechniany jest za pośrednictwem trzech stacji nadawczych:
- Mława – 90,8 MHz (ERP: 1 kW) – nadajnik zlokalizowany na terenie Dzielnicy Przemysłowej przy ul. Instalatorów 1 (wieża PTC);
- Żuromin – 88,0 MHz (ERP: 0,4 kW)[5][6] – nadajnik zlokalizowany przy ul. Towarowej (wieża PTC), uruchomiony 1 grudnia 2015;
- Ciechanów – 100,5 MHz (ERP: 0,2 kW)[7] – nadajnik zlokalizowany przy ul. Tysiąclecia 18 (komin PEC), uruchomiony 30 lipca 2021.
- Sierpc – 107,9 MHz (ERP kW: 0,2)[8] – nadajnik umieszczony na kominie ciepłowni Sierpc, został uruchomiony 4 grudnia 2024.

Radio 7 jest ponadto dostępne w eksperymentalnych multipleksach DAB+ w Andrychowie, Gdańsku, Nowym Sączu (emisja z Przehyby) i Warszawie.
Programu Radia 7 można również słuchać w internecie i poprzez Platformę Canal+ w ramach usługi Radio+.

## Słuchalność
Jak wynika z badania Radio Track, realizowanego przez instytut Kantar Millward Brown, Radio 7 jest najchętniej słuchaną rozgłośnią w byłym województwie ciechanowskim. W ostatnim kwartale 2018 roku rozgłośnia zanotowała tam udział w czasie słuchania na poziomie 34,4%. Dla powiatów: mławskiego, żuromińskiego i działdowskiego, obejmujących koncesyjny obszar nadawania Radia 7, wskaźnik ten wyniósł 49,6% za cały rok 2018.